# Hit-Girl
Mindy McCready (Macready nel film) è uno dei personaggi del fumetto Kick-Ass, creato da Mark Millar e John Romita Jr. per la linea Millarworld e pubblicato dalla Icon Comics. Si tratta di una vigilante addestrata dal padre (Big Daddy) a combattere il crimine con armi letali e senza pietà. Il suo addestramento inizia quando è solo una bambina e questo la porta ad una propensione alla violenza e un'assuefazione alla crudeltà. Nel 2012 è protagonista di una miniserie a lei intitolata. Dal 2018 le pubblicazioni relative a Kick-Ass e Hit-Girl vengono distribuite dalla Image Comics. Il personaggio è stato interpretato sul grande schermo dall'attrice Chloë Grace Moretz nel film Kick-Ass del 2010, diretto da Matthew Vaughn e nel sequel Kick-Ass 2 del 2013, diretto da Jeff Wadlow.

## Storia editoriale

### Contesto e ideazione
Hit-Girl viene creata da Mark Millar e John Romita Jr. come personaggio di supporto nella prima miniserie dedicata a Kick-Ass. I due avevano già collaborato sulla serie Wolverine per la Marvel Comics, il loro primo arco narrativo è stato Enemy of the State. Visto il successo ottenuto e la buona intesa nata tra i due autori, Millar vuole coinvolgere Romita in uno dei suoi progetti indipendenti del Millarworld. Non appena gli accenna di voler creare una serie con dei ragazzini nerd che si vestono e agiscono da supereroi ma senza superpoteri, John accetta immediatamente. Quest'ultimo arriva a dichiarare che dopo aver dedicato la sua carriera a disegnare supereroi e fumetti creati da altri sente il bisogno di dare sfogo alla sua creatività e poter dare la sua visione di un personaggio sin dai suoi albori. Questo gli viene permesso da Millar che lo coinvolge pienamente come co-creatore dei soggetti legati alle serie e spin-off di Kick-Ass. Lo stesso Romita sottolinea che Millar lo spinge a proporre idee per lo sviluppo delle storie ed eventuali cambiamenti da portare ai protagonisti della serie. Hit-Girl è il personaggio preferito da Romita e la definisce «una dei migliori personaggi nella storia del fumetto». Il suo contributo al personaggio, oltre che all'aspetto grafico, viene dato al modo di combattere di Mindy. Millar l'aveva descritta come una bambina sociopatica che uccide senza pietà con l'uso di due coltelli. Romita ne vuole ampliare le doti di assassina rendendola un'esperta di arti marziali e dotandola di katanas. Inoltre, nonostante la sua giovane età, il disegnatore la impegna in alcuni dei combattimenti più sanguinosi e violenti del fumetto. Dichiara che per anni si è dovuto trattenere nel disegnare scene di violenza esplicite, in quanto dipendente della Marvel, ma adesso vuole provare qualcosa di inusuale ed estremo proprio con questa controversa vigilante. Queste caratteristiche la rendono da subito una beniamina dei lettori, successo che porta il duo Millar-Romita una miniserie spin-off.

## Il personaggio

### Origini nel film
Mindy Macready è una ragazzina di undici anni circa, che abita a New York con il padre. Ha capelli biondi, molto lunghi e lisci, e gli occhi azzurri; è minuta, agile e atletica grazie all'addestramento ricevuto dal padre, ex agente di polizia.
La madre di Mindy morì suicida dopo averla partorita prematuramente, poiché il marito Damon era stato incastrato da un noto boss, Frank D'Amico, in un traffico di droga, e condannato seppur innocente. Dopo il suicidio della madre, la neonata Mindy era stata data in affidamento a un collega del padre, che l'aveva cresciuta fino alla fine della pena carceraria. Appena tornato in libertà, Damon iniziò a meditare la sua vendetta nei confronti di D'Amico, e decise di diventare un supereroe urbano per cercare di limitare la dilagante delinquenza in città. Iniziò così ad addestrare la figlia a diventare una vera guerriera, una supereroina come lui. Mindy divenne così un'abile combattente sia a mani nude, che con armi da fuoco che soprattutto con armi da taglio come coltelli e spade.

### Origini nel fumetto
Nel fumetto le origini di Mindy prendono una svolta differente: i suoi genitori erano separati. Il padre lavorava in un negozio di fumetti. Con degli evidenti disturbi comportamentali e de realizzazione, rapì Mindy, quando aveva meno di cinque anni. Non volendo che avesse una vita monotona e normale come quelle degli altri, la addestrò per farla diventare a tutti gli effetti una vera e propria eroina come quella dei fumetti, mentendo volutamente a Mindy, facendole credere che sua madre fosse stata uccisa da un capo della malavita. Grazie a una valigia contenenti fumetti di grande valore, poté inizialmente procurarsi ciò che serviva per sopravvivere e continuare l'addestramento di Mindy. Ogni vittoria sulla criminalità veniva messa nella loro bacheca personale, riposta nel loro rifugio segreto. La figlia così crebbe con un profondo addestramento sull'utilizzo di armi di ogni tipo, sulla sopravvivenza e distinguere dai criminali che doveva uccidere e salvare gli innocenti. Insegnò Mindy soprattutto a come stare fuori dalle telecamere e cambiare spesso identità per non destare sospetti. Con i soldi recuperati dai criminali uccisi, essi ampliarono il loro armamento e poterono procurarsi sempre più cose per combattere il crimine con più facilità. Quando Kick-Ass la incontrò per la prima volta nel vederla combattere, la considerò una fusione di John Rambo, Polly Pocket, Dakota Fanning e il giustiziere della notte 4. 
Hit Girl si mostra subito come un'eroina spietata verso la criminalità, uccidendo con vari metodi, anche crudeli, tutti quelli che rovinano la vita alle persone oneste. Conoscendo Kick Ass, vide in lui un grande potenziale, decidendo di addestrarlo. Dopo che Big Daddy fu ucciso, e il resto della banda criminale distrutto, con l'aiuto di Kick Ass, rintracciò la madre che non aveva mai smesso di cercarla che in tanto si era risposata con il poliziotto Marcus. Non avendo mai sperimentato come vivere normalmente e andare a scuola, Mindy ebbe inizialmente difficoltà, ma imparò presto ad ambientarsi. Grazie al suo addestramento non ebbe problemi contro i bulli, pestandoli brutalmente. Tutta via, Mindy sapeva che il crimine era ancora forte in città e nel tempo libero addestrò Kick Ass per essere pronti a combattere per le strade. Il patrigno Marcus sapeva della sua identità e di quello che faceva, pedinandola per tenerla sotto controllo, scoprendo che teneva un arsenale di armi nascosto in camera. Egli sapeva che Mindy aveva avuto una vita molto particolare, ma riuscì a farsi promettere di smetterla con la sua vita da super eroe. Con l'arrivo Red Mist e dei primi super criminali in città però, la situazione degenerò rapidamente, portando il caos in città.
Hit girl e Kick Ass ritornano in azione, preparandosi al più feroce combattimento della loro vita. Con l'aiuto degli altri super eroi, lo scontro volge a loro vantaggio. Mindy viene infine arrestata e portata in carcere. In prigione Mindy, riesce in poco tempo a diventarne il capo, causando delle rivolte e uccidendo tutti quelli che causavano problemi agli altri carcerati. La situazione arriva al punto che Mindy viene portata in una cella sotto terra per tenere al sicuro gli altri detenuti. Due psicologi vengono assunti per seguire lo stato di Mindy, ma in poco tempo danno le dimissioni per stress e problemi di salute. Il terzo Alex White prende in mano la situazione, riuscendo a tenere testa al comportamento di Mindy convinto che la madre possa aiutare a fermarla. La madre Macready viene così portata in prigione, per parlare con la figlia ma contro ogni aspettativa, ammette apertamente di essere orgogliosa di lei, per tutto quello che ha fatto e il mondo sarà un posto migliore, mandando in fumo il piano dello psicologo. Venendo allontanata con la forza, la madre incoraggia Mindy a tornare nelle strade a combattere il crimine. Rocco Genovese spietato boss criminale che intende governare sulle altre organizzazioni della malavita, tramite l'aiuto dei poliziotti corrotti, anestetizza Mindy, per essere trasportata nel posto dove la ucciderà col suo rompighiaccio d'oro, inaugurando così il suo nuovo impero criminale. Red Mist, pentito delle sue azioni, per avere rovinato la vita a sua madre, la sola della famiglia che gli voleva bene, fa fallire il piano, portando in salvo Mindy, che si riunisce a Kick Ass. Nello scontro Red Mist perde infine la vita. Egli chiede a Mindy, se può perdonarlo per il male che ha fatto, ma lei rifiuta. Tornati insieme, i due eroi si preparano per lo scontro finale. Kick Ass va in salvo dei suoi compagni catturati da Rocco Genovese, mentre Hit Girl irrompe nella sala. Dopo aver barricato tutte le porte, massacra di proiettili tutti i boss criminali, lasciando Rocco Genovese per ultimo, finendolo col suo stesso rompighiaccio. I poliziotti corrotti, rimasti fuori intendono prendere il controllo dell'organizzazione criminale ma Hit Girl, lì fa saltare in aria con delle cariche che aveva nascosto fuori dal capanno. Decide per ultimo di lasciare in vita il capo della polizia, affinché testimoni per tutto quello che è accaduto. Con la fine della criminalità, la città respira un’aria migliore. Dave appende al chiodo il suo costume, ritirandosi dalla sua vita da eroe, per stare insieme alla sua ragazza, dopo avere salutato Hit Girl che scompare dalla circolazione, iniziando a girare per il mondo continuando la sua carriera da eroe distruggendo varie organizzazioni criminali.

### Serie regolare (dal 2018)
Dal 2018 gli viene dedicata una serie regolare mensile dove ogni arco narrativo è curato da autori e artisti diversi. Cronologicamente si svolge dopo gli avvenimenti delle prime tre miniserie dedicate a Kick-Ass e vede Mindy girare per il mondo a portare la sua visione di giustizia. La tag-line della serie è "Il supereroe teenager più mortale del mondo è in missione intorno al globo per portare giustizia". Il primo story-arc è scritto da Mark Millar e disegnato da Ricardo Lopez Ortiz. Il secondo si svolge in Canada e per questo i testi vengono affidati al pluripremiato autore canadese Jeff Lemire.

#### Colombia
Dopo non essere riuscita a trovare un sostituto per Dave Lizewski (il Kick-Ass originale), Mindy decide di cercare un nuovo sidekick al di fuori degli Stati Uniti e se non è un bravo ragazzo allora tanto vale ricorrere ad un criminale. Dopo essersi recata in Colombia, libera dal carcere un feroce sicario soprannominato "Mano". Questi era al soldo di una gang criminale governata da un ex sacerdote denominato "El Padre". Il piano di Mindy è quello di farsi aiutare da Mano a sgominare diversi cartelli del crimine. Per farsi obbedire gli aggancia delle mini-bombe pronte ad esplodere se lui si ribella, queste sono controllate da una signora dal nome Miss Gallo a cui gli è stato ucciso il figlio proprio da Mano e la quale lo monitora con delle telecamere. Per diversi giorni la Colombia è stravolta da una serie di omicidi a catena perpetrati da Hit-Girl e il suo nuovo sidekick. I problemi nascono quando Mano comincia ad essere costretto ad uccidere i suoi stessi amici e chi fa parte della sua gang, di cui è componente anche suo fratello minore Jorge (di soli 10 anni). Alla fine Mano è costretto ad uccidere anche El Padre che per lui è davvero un punto di riferimento. Per fargli fare questo Mindy arriva a minacciare di uccidere lo stesso Jorge. La parte finale del piano prevede che Miss Gallo uccida Mano per vendicare il figlio ma non ci riesce ma Mindy lo aveva previsto, data la fede cristiana della donna. Per questo porta Mano dai superstiti della gang de El Padre che si vendicano su di lui. Ciònonostante, Mano aveva lasciato una lettera di addio al fratellino più piccolo agurandogli di vivere felice di non trasformarsi come lui. Jorge viene quindi affidato alla Gallo che gli può garantire una nuova vita in un altro luogo.

#### Canada
Dopo la Colombia, Mindy si reca in Canada per dare la caccia a Baker Junior, responsabile di esportare eroina a New York. La giovane vigilante lo scova in Ontario e riesce a sgominare sia lui che i suoi uomini. Questo attira l'attenzione del boss Baker Senior che si reca subito sul posto per vendicare il figlio. Mentre si trova nella foresta innevata Mindy rimane però vittima di una trappola da cacciatore che le ferisce una caviglia. Fortunatamente lo stesso cacciatore che l'ha posizionata è disposto a dare rifugio a Hit-Girl anche se non sa chi sia o perché sia armata. Mentre dorme, Mindy, viene avvertita dallo spirito del padre di fare attenzione a quello che tra poco succederà. Guarita, la ragazzina fa conoscenza del suo salvatore che le offre stufato di alce. Mindy aveva notato vicino al cacciatore una bambina, domandando dove fosse finita. Il cacciatore afferma in modo confuso che sua figlia è morta dieci anni fa, lasciando sorpresa Mindy. In quel mentre, Baker Senior, raggiunge la baracca con i suoi uomini, iniziando una tremenda sparatoria. Mindy con l'aiuto del cacciatore riesce a uccidere tutti gli uomini di Baker, ma viene messa alle strette da quest'ultimo. In suo soccorso interviene il cacciatore che viene infine ucciso da Baker Senior. Giunta la polizia canadese, Baker con la confusione, riesce a scappare, mentre Mindy viene arrestata dalla polizia che intende avvertire i servizi segreti americani per avere compiuto l'impresa di catturarla. Baker telefona a Justin, il presidente del Canada, rivelando così di averlo aiutato, a raggiungere il potere e la poltrona, togliendogli di mezzo la concorrenza. Ricattandolo di fare uccidere Mindy dal loro agente infiltrato o avrebbe dichiarato la verità di quello che ha fatto. Il poliziotto Reg, che stava scortando Mindy, si rivela essere la spia. Uccidendo il suo compagno, ordina agli altri di sparare al veicolo che trasporta Mindy, ma lei riesce a salvarsi con uno stratagemma. Aprendo il furgone, Mindy sottrae una pistola e spara agli agenti, ferendoli alle gambe, per poi uccidere la Reg per quello che ha fatto. Recuperata la maschera, ruba una volante e torna sulle tracce di Baker che si è nascosto in una falegnameria. Grazie all'aiuto tempestivo di un orso, Hit Girl, uccide infine Baker. Ricordando gli ultimi insegnamenti del padre, di concedersi un po’ di tempo, per se stessa, Mindy fa un angelo nella neve per poi abbandonare il Canada, dirigendosi verso la sua prossima missione.

#### Roma
Il viaggio di Mindy continua, giungendo infine a Roma. Ciò però è avente dovuto dallo scontro con Paola: una giovane ladra gatta italiana che riuscendo infine a tramortirla, l'ha messa in un container, non avendo previsto però che la spedizione sarebbe stata proprio a Roma. Le due ragazze così si rincontrano e Paola è costretta alla fuga, inseguita da Hit Girl su una vespa rosa, ma che riesce infine a seminarla, buttandosi nel canale. Paola raggiunge infine il suo acquirente: Giustina, una suora sadica e crudele, ha ucciso tutti i capi della mafia di Roma diventandone il capo indiscusso. Giustina ha assoldato Paola, per recuperare il teschio di San Pietoso. Hit Girl però è riuscita a scambiare le borse, e Giustina ordina a Paola di recuperare la reliquia entro un giorno. Paola riesce a trovare Mindy, chiedendole aiuto poiché Giustina ha catturato suo padre. Giustina è convinta che per i peccati commessi, non potrà andare in paradiso quando morirà, ma è convinta che riuscirà a essere ammessa quando avrà tutte le ossa di San Pietoso che si è rivelato un sadico membro della santa inquisizione. Hit Girl accetta, scesa la notte, fa scorta di armi per lo scontro imminente. Le spie di Giustina le intercettano, iniziando una guerra senza quartiere per le strade di Roma. Hit Girl riesce a uccidere tutti gli inseguitori, raggiungendo infine la Capella, dove sta nascosta Giustina. Dopo l'ennesima sparatoria, Mindy affronta infine Giustina riuscendo a ucciderla con una spada. Il mattino seguente, Paola porta Mindy all'aeroporto, in compagnia del suo presunto padre che le ha pagato il biglietto e il passa porto, per ringraziarla di averla aiutata. Le due si salutano come amiche promettendosi di rivedersi in futuro. Al controllo dogana, Mindy apre lo zaino, ma al posto del teschio decorato che doveva restituire, trova un peluche di Paola, con un biglietto, ringraziandola dell'aiuto. Mindy comprende di essere stata ingannata, ma accetta la sconfitta, per avere imparato qualcosa di nuovo e che quando accadrà la seconda volta, non si ripeterà. Paola in compagnia del suo aiutante, che ha inscenato la parte del padre, riceve il compenso, ringraziando Paola. Ammettendo che Mindy è una tipa davvero pericolosa ma Paola non ve da peso, dichiarando che quando avrà venduto il teschio al compratore, avrà abbastanza soldi da occupare il posto di Giustina quando sarà il momento.

#### Hollywood
A Cedar Wing High School, due ragazzi criminali, irrompono ad armi spianate facendo una strage fra gli studenti. Hit Girl irrompe sulla scena, uccidendo i due criminali. Con sorpresa, trova per terra un libro che racconta degli avvenimenti che la riguardano quando ancora era con suo padre Big Daddy. Facendo delle ricerche scopre che a Hollywood, stanno per girare il film sulla sua storia. Desiderosa di sapere cosa accadde, quando lei non fu presente, raggiunge la città del cinema. Raggiunta la destinazione, Hit Girl conosce Juniper Florence, l'attrice che l'ha interpreta. Mindy scopre così come morì veramente suo padre. Mindy tutta via, si prepara per fare giustizia nella notte, avendo ricevuto varie richieste di aiuto da molte ragazze che sono state molestate e violentate. Il primo bersaglio è Lew Brothsteen, grande direttore che decide quali film, produrrà la global International Pictures. Egli è in realtà un molestatore che obbliga le nuove attrici a fare sesso con lui, prima di iniziare a girare i loro primi film. Ma prima che Hit Girl possa entrare in azione, irrompono nel suo ufficio due nuovi super eroi: Il Super Agente e la Prendicazzi. Quest'ultima ha evirato tutti i dirigenti cinematografici, molestatori e maniaci di Hollywood, lasciandoli in vita, ma privandoli dei loro genitali, cucendoli insieme facendosi un mantello. Dopo essere scappata per un soffio agli agenti di Lew, Hit Girl va da un medico suo conoscente per farsi curare. In Ohio a Columbus Francesco Genovese, ultimo della famiglia dei Genovesi, sterminata da Hit Girl e Kick Ass, sentendo la notizia del ritorno di Hit Girl, si prepara a raggiungerla per vendicare la morte di suo fratello minore Chris (Red Mist). In tanto a Hollywood arrivano due investigatori per catturare Hit Girl. Essi sono certi che quella che ha castrato Lew Brothsteen, sia qualcun altro. Di questo trovano conferma dalla stessa dichiarazione di Lew, ricoverato in ospedale senza più i suoi attributi. Mindy avendo bisogno di un costume nuovo si reca in un magazzino per prenderne, uno simile al suo sul set delle riprese. Qui incontra infine la Prendicazzi che si rivela, essere Juniper Florence e il Super Agente è Gary Busey, suo addetto stampa. Juniper rivela di essere rimasta colpita dalle imprese di Hit Girl. Ispirata dal suo spirito di eroina, divenne una sua grande fan, studiando tutto quello che la riguardava per diventare anche lei un’eroina. In suo onore castrò il suo primo maniaco, iniziando la sua carriera da eroina. Il trio viene interrotto dalla sopraggiunta di Francesco Genovese e dagli agenti del FBI. Genovese intende vendicare Chris, benché Hit Girl gli riveli che in realtà lei, l’ha salvato. Le due fazioni iniziano a scontrarsi, Hit Girl in compagnia di Juniper e Il Super Agente, fanno strage dei criminali, finendo per ultimo Francesco Genovese. I due detective decidono di non aver visto nulla, poiché la figlia di uno di loro, è stata salvata dal medico di Hit Girl. Juniper e Gary ringraziano Mindy per avergli mostrato la strada dei super eroi sancendo così la loro amicizia, combattendo insieme il crimine.

#### Hong Kong
In aereo Hit Girl si sta dirigendo a Hong Kong, per distruggere La Triade Liu. Organizzazione della mafia cinese che ha il pieno controllo sulla Cina meridionale e il sudest asiatico. Il boss è il misterioso Liu. Giunta in città, Mindy fa scorta di armi nel suo rifugio, si prepara all'azione. Fatta irruzione a Peng Gardens, una fortezza del 1927, Hit Girl irrompe nella camera, dove incontra l'apparente capo che si rivela un ragazzo poco più grande di lei, mostrando un forte disturbo di waifuismo per una ragazza virtuale con cui stava amoreggiando: Liu Feng. Hit Girl lo finisce con due colpi, servendosi del silenziatore, per poi scappare. In quel momento dall'auricolare di una guardia che aveva ucciso, una voce rivela che quello che lei ha ucciso, era solo un’esca, non che fratellastro del vero boss che si presenta come Liu, una donna brutta e in sovrappeso. Hit Girl promette di ritornare per regolare i conti, rubando una macchina si da infine alla fuga. Nonostante l'attacco di un lancia razzi, Mindy riesce a salvarsi anche se colpita di striscio. Trascinandosi in città finisce in un bidone di rifiuti, dove viene trovata da dei giovani ragazzi. Ripresa conoscenza, Hit Girl si ritrova in una fabbrica abbandonata, qui fa la conoscenza dei ragazzi che l'hanno salvata, orfani senza tetto che hanno formato una gang per sopravvivere. Essi scoprono così che Hit Girl è una super eroina e che ucciderà Boss Liu e tutti i suoi gangster. Ammirati i ragazzi, intendono aiutarla, vivendo nella strada contando solo su se stessi, vogliono cambiare le cose definitivamente. Boss Liu ha in tanto, castrato tutti i suoi avversari per mostrare la sua totale crudeltà a chi si opporrà a lei. Anche la polizia del posto è a conoscenza della sua forza e tramite degli accordi, lasciano la criminalità di dilagare. Wu Xiaopeng, corrotto ispettore di polizia, viene convocato da Liu, per stipulare un nuovo accordo, ora che Fang è morto. Liu ordina di Wu di fare tutte le ricerche possibili per rintracciare Hit Girl poiché intende decapitarla per vendicarsi della morte del suo fratellastro. Fatto ritorno al rifugio, Mindy si prepara per il nuovo piano. I ragazzi che l'hanno seguita la avvertono di essere stata pedinata da Wu e dagli uomini di Boss Lui, ma grazie all'aiuto tempestivo dei ragazzi, Mindy riesce a uccidere alcuni gangster, facendo scappare tutti. Gli uomini di Liu portano via tutte le armi di Mindy, ma lei afferma che va bene così. Ai Long ragazza capo della gang, informa di nascosto, Boss Liu della faccenda, poiché i ragazzi stanno seguendo Hit Girl. Fatto ritorno alla fabbrica il gruppo è preso in un'imboscata, Shi En Tan, una ragazza della gang viene uccisa. Hit Girl si butta nella mischia facendo una strage di uomini, obbligando quelli rimasti alla fuga. Nonostante il lutto, il gruppo decide comunque di continuare il piano, venendo poi raggiunti da Ai Long che rimane distrutta per la morte della sua amica. Il mattino dopo, Hit Girl rintraccia Wu Xiaopeng, facendosi portare da lui, alla residenza di Boss Liu. Per il tradimento di Ai, Boss Liu sa del doppio gioco di Xiaopeng uccidendolo sul posto avendo recuperato tutte le armi che i compagni di Hit Girl avevano messo la notte precedente. Ai Long accusa Hit Girl di averle rubato il posto di capo, ma lei replica che ormai non fa più parte della gang, essendo diventata un gangster con le sue stesse mani. Hit Girl riesce infine a rubare un’arma delle guardie, iniziando una sparatoria all'ultimo sangue. Boss Liu riesce infine a scappare, Ai Long resta gravemente ferita. Tramite i Monitor, Liu e i suoi uomini ritrovano Hit Girl in cucina, dove, però l’uscita segreta è stata sbarrata. Con sorpresa la ragazza in costume è Ai Long il quale Mindy l'ha obbligata a scambiarsi i vestiti e a scappare. Nascostasi, Mindy attiva il detonatore dell'esplosivo che gli uomini di Liu avevano portato nell'armeria. L'intera residenza esplode, Ai Long, Liu e tutti i suoi uomini vengono spazzati via. I ragazzi della Gang, ispirati da Mindy, reclutano tutti gli altri orfani. Mettendosi dei costumi da super eroi, si preparano ad allenarsi per la loro futura carriera da eroi.

## Pubblicazioni
- Hit-Girl nn.1-5, Mark Millar (testi) - John Romita Jr. (matite), Tom Palmer (chine), Icon Comics, miniserie (conclusa), agosto 2012 -aprile 2013. Viene distribuita in volume anche con il titolo: Kick-Ass 2 Prelude: Hit-Girl. Dal 2018 viene pubblicata dalla Image Comics in una raccolta dal titolo Kick-Ass Book 2: The Dave Lizewski Years.
- Hit-Girl nn-1-12, testi di Mark Millar e disegni di Ricardo Lopez Ortiz (per i nn.1-4) testi di Jeff Lemire e disegni di Eduardo Risso (per i nn.5-8), testi di Rafael Albuquerque e disegni di Rafael Scavone (per i nn.9-12), Image Comics, serie regolare (conclusa), febbraio 2018 - 9 gennaio 2019.